# Comuna Nîjnea Vilhova, Stanîcino-Luhanske
Nîjnea Vilhova (în ucraineană Нижня Вільхова) este o comună în raionul Stanîcino-Luhanske, regiunea Luhansk, Ucraina, formată din satele Malînove, Nîjnea Vilhova (reședința), Plotîna, Pșenîcine și Verhnea Vilhova.

## Demografie
Componența lingvistică a comunei Nîjnea Vilhova
     Rusă (93,53%)
     Ucraineană (5,74%)
     Alte limbi (0,13%)
Conform recensământului din 2001, majoritatea populației comunei Nîjnea Vilhova era vorbitoare de rusă (93,53%), existând în minoritate și vorbitori de ucraineană (5,74%).